# Distretto della Bačka Occidentale
Il distretto della Bačka Occidentale (in serbo Западнобачки округ?, Zapadnobački okrug, in ungherese Nyugat Bácskai Körzet, in croato Zapadnobački okrug, in slovacco Západnobáčsky okres, in romeno Districtul Bacica de Vest) è un distretto della Voivodina.

## Comuni
Il distretto si divide in quattro comuni:
- Sombor
- Apatin
- Odžaci
- Kula

## Altri progetti

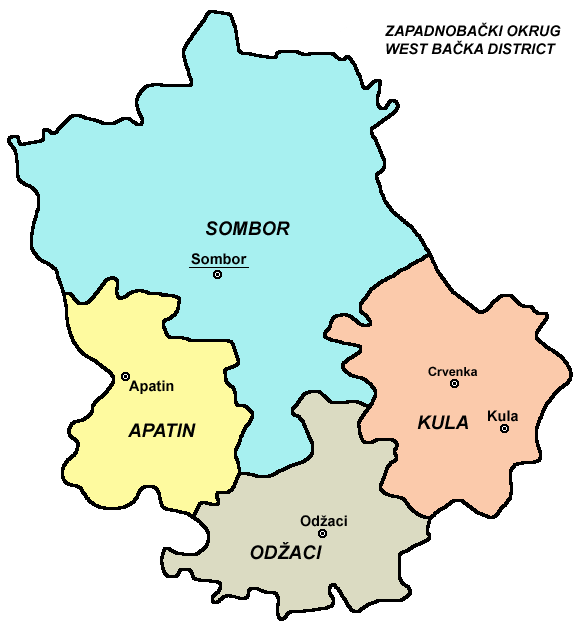

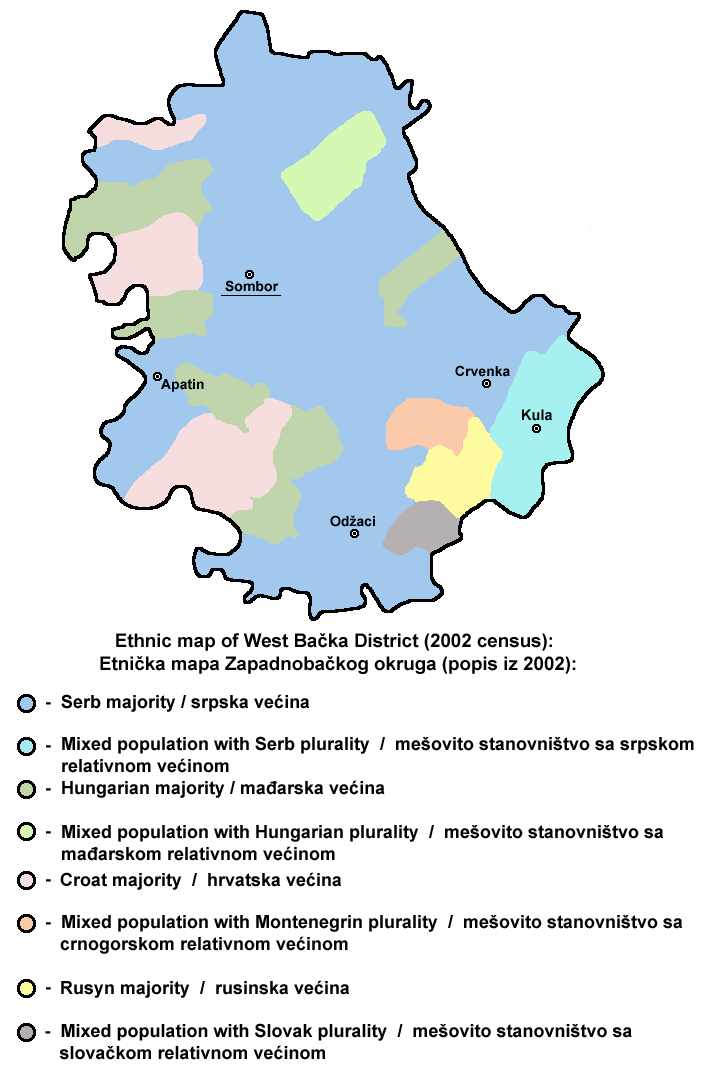